# Cooper & Gorfer
Cooper & Gorfer är en konstnärsduo som bildats av Sarah Cooper (född 1974 i USA), som har fått en klassisk skolning som fotograf, och Nina Gorfer (född 1979 i Österrike), som har studerat arkitektur under Zaha Hadid. De började arbeta tillsammans 2006 och bor och verkar i Göteborg och Berlin.
De skapar narrativa bilder med hjälp av en collageteknik som resulterar i en målerisk estetisk. Teman de berör har att göra med kulturell identitet, minnen och kopplingen mellan människa, historia och plats. För att skapa dessa bilder utför de forskningsresor under vilka de träffar personerna de porträtterar. I deras bilder kan man se influenser eller citat från tidigare konströrelser såsom manieristerna, prerafaeliterna  och surrealisterna. Samtidigt som de strävar efter realism förvränger de proportioner i tid och plats, använder sig av stiliserade poser och skapar på så sätt porträtt
Kläder och färgstarka tyger spelar en stor roll i deras kompositioner. De utgår ifrån att ärvda kläder är kulturbärare.

## Fotografiserier
- Interruptions (Sápmi)
- I Know not these My Hands (Argentina)
- The Weather Diaries (Island, Grönland, Färöarna)
- My Quiet of Gold (Kirgizistan)
- Latent Now (Qatar)
- Places in Between

## Utställningar
- In a House of Snow, på Kulturhuset, Stockholm, 2008
- Under Nomadic Surfaces, på Christian Larsens galleri, Stockholm, 2010
- My Quiet of Gold, på Hasselblad center, Göteborg, 2011, och Västerås konstmuseum, 2012
- The Long Moment, på Dunkers kulturhus, Helsingborg, 2012 och Nordens hus, Reykjavik, 2013
- I Know Not These My Hands, på Christian Larsens galleri, Stockholm, 2014
- The Weather Diaries, Nordic Fashion Biennale, på Museum Angewandte Kunst Frankfurt, 2014, Det Nationale Fotomuseum, Köpenhamn, 2014–2015, Nordens hus, Tórshavn, 2015, CODA Museum, Apeldoorn, 2015–2016,  Nordens hus, Reykjavik, 2016, Danish Cultural Center, Peking, 2016
- Vintersalong Strandverket, Marstrand, 2014–2015
- Love & Loss - Fashion & Mortality, Lentos Kunstmuseum Linz, 2015
- Utopian Bodies, på Liljevalchs, Stockholm, 2015
- Interruptions, Gamla stadshuset, Kiruna, 2016